# Jean-Louis Gavard
Pour les articles homonymes, voir Gavard.
Jean-Louis Gavard, né le 26 septembre 1756 à Saint-Marc-le-Blanc et mort le 12 février 1807 à Parcé), est, avec Jean Chouan et son frère François Cottereau, un des chefs de l'insurrection contre-révolutionnaire et royaliste qui s'est développée en Mayenne et en Ille-et-Vilaine en 1792 et 1793. Il est connu comme le premier organisateur de la Chouannerie

## Origine
Jean-Louis Gavard naît au Village du Rocher  à  Saint-Marc-le-Blanc en Ille-et-Vilaine. Fils de Thomas Gavard, et de Marguerite Lendormy, son épouse, il naît le 26 septembre 1756, en la paroisse de Saint-Marc-le-Blanc, dans le Pays de Fougères. Il est élevé par son oncle François Gavard, qui sera l'aumonier d'une des divisions royalistes lors de la Virée de Galerne.

## Avant la Révolution française
Habitant aisé de la paroisse de Parcé, il est considéré par la population pour sa piété, et sa probité.

## La Révolution française

### Le mécontentement
La Révolution française éclate. Jean-Louis Gavard devient le premier maire de la commune de Parcé, poste qu'il accepte bien que réticent .  M. de Mué avait encouragé un royaliste sûr de sa paroisse de Parcé, Gavard à prendre les fonctions de maire.
Le 1er décembre 1790 les gabelles sont supprimées , ce qui réduit à la misère plus de 2 000 familles qui ne vivaient que du commerce frauduleux du sel. Les contrebandiers, dont fait par exemple partie la famille de Jean Chouan, se rangèrent alors naturellement parmi les ennemis de la République.
D'autre part, les prêtres propriétaires fonciers sont arrachés à leurs paroisses et remplacés par des prêtres sans biens ayant prêté serment à la Constitution civile du clergé, dès le début de l'année 1791. Lors de l'arrivée du curé constitutionnel, le 22 mai 1791, à Parcé, Gavard ne veut ni le reconnaître, ni l'installer, et ce dernier doit quitter la paroisse.

### Le marquis de la Rouërie

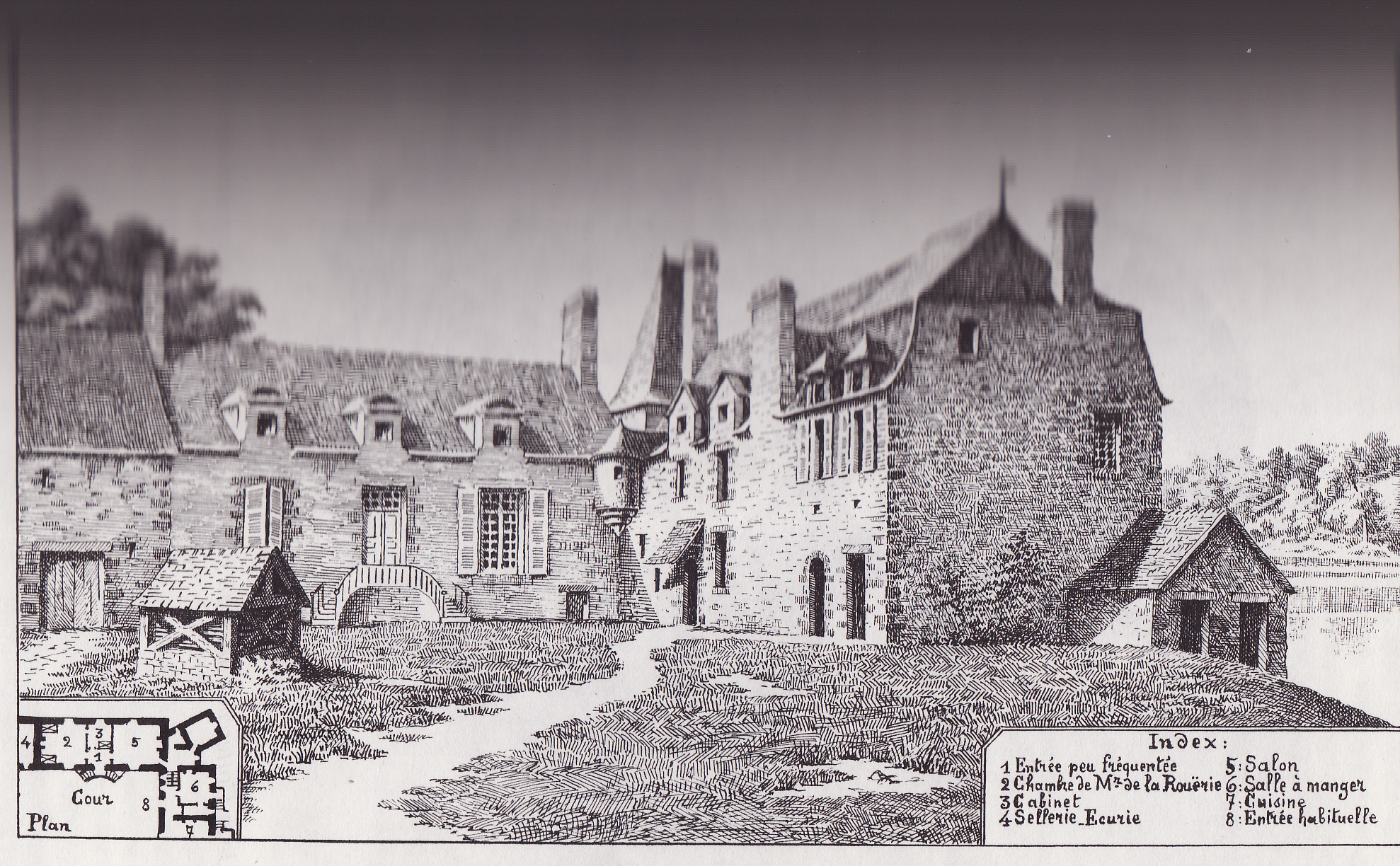
Château de Launay-Villiers.

Le marquis de la Rouërie organisait en Bretagne la conjuration qui a donné naissance à la chouannerie bretonne, nommée ainsi par extension. Quand le marquis vint chez son cousin de Farcy au Château de Launay-Villiers à Launay-Villiers, où il passa trois mois (mai, juin et juillet 1792), il trouva dans les cantons limitrophes de la Bretagne les esprits préparés pour l'action.

## Chouannerie
Gavard travaille en Haute-Bretagne et en Mayenne à instruire et former les faux-sauniers, dans le cadre de la Conjuration. D'après quelques auteurs, ce serait Gavard qui serait le Premier Chouan. Sa ressemblance physique de son visage avec un hibou est parfois citée, mais l'origine du terme Chouan est certainement liée à l'origine de la famille Cottereau. 
Cette désignation de Premier Chouan"" repose sur plusieurs assertions :
- celle de Joseph de Puisaye, qui dans les états de services de Gavard, lui donne ce titre ;
- sur celui de Loisel, quartier-maître de l'Association bretonne, qui l'indique dans un rapport adressé aux Princes le 25 novembre 1794 ;
- le témoignage de Louis de La Haye-Saint-Hilaire, réfutant de Scépeaux

Gavard est un recuteur de premier ordre, il recrute plusieurs personnes comme Jean Chouan ou encore Julien Delière, mis en relation avec La Rouërie, et plus directement aussi sous leur influence immédiate, ils sont préparés aux événements qui arriveront en août 1792. 

### Début du conflit
La chouannerie trouve sa source dans le soulèvement le jour de la levée en masse et du tirage au sort du 15 août 1792. Rien n'avait été prémédité ni commandité. Sur l'ensemble du territoire mayennais, à la lisière de la Bretagne, ce fut un concert de protestations populaires, à l'instar du cri de colère poussé par Cottereau dans l'église de Saint-Ouën-des-Toits, où Gavard est présent. A Cuillé, il y aussi résistance armée au recrutement.
Le soir du 26 septembre, des gardes nationaux de la Baconnière et d'Andouillé tombent dans une embuscade tendue par Jean Cottereau. Gavard est aussi présent.
Depuis cet épisode, les insurgés sont des Chouans ; leurs combats avec les escortes, avec les postes républicains, avec les gardes nationaux d'Andouillé, de la Baconnière, avec les forgerons de Port-Brillet se renouvellent par intervalles. 
Gavard semble jouer un rôle actif dans les premiers combats de la Chouannerie, en relation avec la famille Cottereau. Il est indiqué par l'Abbé Angot comme le donneur d'ordres, connu seulement de quelques-uns des chefs.

### La virée de Galerne

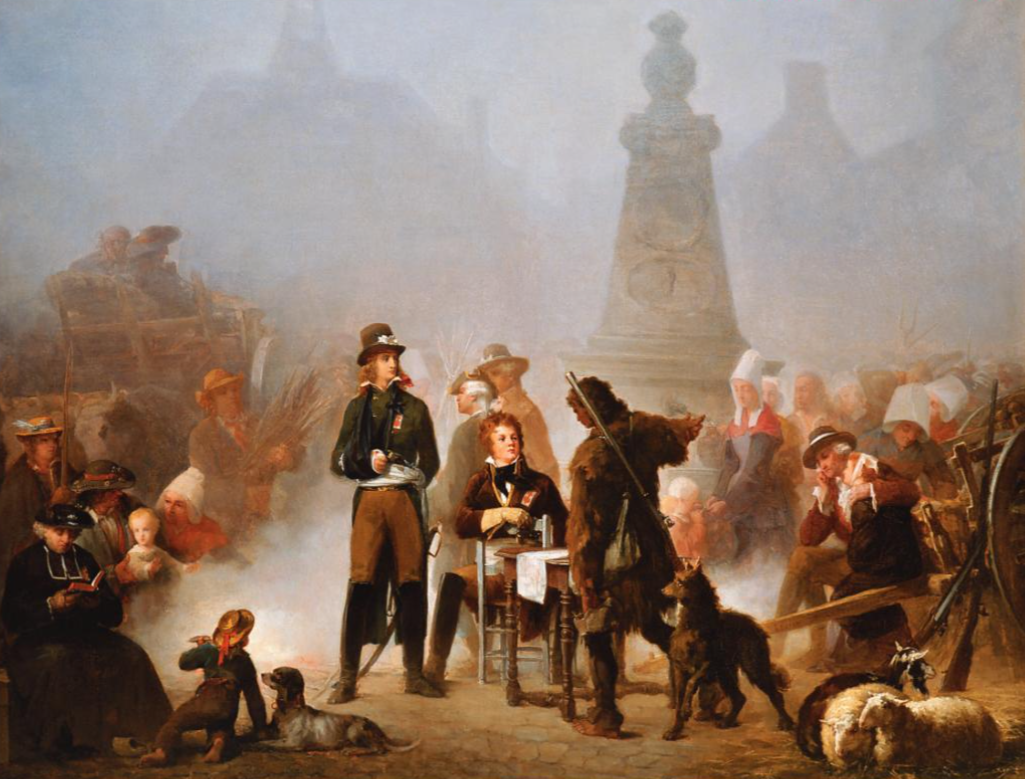
Henri de La Rochejaquelein, le prince de Talmont et Jean Chouan à Mayenne en 1793, huile sur toile de Lucien Nouël de Latouche, 1864, Historial de la Vendée.

En octobre 1793, il rejoint l’armée des Vendéens. Il participe à la virée de Galerne jusqu’à la sanglante défaite du Mans, le 13 décembre 1793.

### Le repli à Jersey
Recherché, il gagne les côtes de Saint-Malo, et rejoint Jersey avec l'aide de M. du Buat. Il y reste quelque temps avant de rentrer à Parcé en 1795, où il est élu juge de paix. Il semble alors avoir quitté la Chouannerie en raison de leur mauvaise conduite et de leur cruauté.
Il accueille et dissimule son cousin l'abbé François Gavard, avec lequel il est arrêté le 23 mai 1799.

## Décès
Il décède le 12 février 1807, à La Rue, dans la commune de Parcé.

## Vue romanesque
« [...] Pourquoi ? C'est que c'était un homme de confiance . Gavard avait eu tous les secrets et adopté tous les plans de l'ancien système de guerre civile que Lantenac venait supplanter et remplacer ... [...] »

Victor Hugo, Quatrevingt-Treize

## Sources
- « Jean-Louis Gavard », dans Alphonse-Victor Angot et Ferdinand Gaugain, Dictionnaire historique, topographique et biographique de la Mayenne, Laval, A. Goupil, 1900-1910 [détail des éditions] (BNF 34106789, présentation en ligne), T. II.
- P. Levot, Biographie bretonne: recueil de notices sur tous les Bretons, Volume 1, p. 769-770.